# Bhaktivinoda Thakura

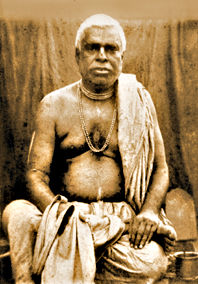
Bhaktivinoda Thakura

Bhaktivinoda Thakura (IAST: Bhaktivinoda Ṭhākura; * 2. September 1838; † 1914) war ein Gelehrter und Heiliger des Hinduismus vishnuitischer Prägung, der die Religion von Krishna verbreitete, und zwar in der Gaudiya-Vaishnava-Lehre, der spezifischen Weise, wie sie in den Lehren des Mystikers Chaitanya und im Bhagavatam dargestellt wird.

## Biographie
Bhaktivinoda Thakura wurde am 2. September 1838 als Kedarnath Datta im bengalischen Dorf Ula geboren. 1852 zog Bhaktivinoda zu seinem Onkel Kashiprasad Ghosh nach Kalkutta, um dort höhere Schulbildung zu erlangen. Kashiprasad war ein Vorreiter westlicher Moderne und Kultur. Bhaktivinoda lebte bis 1858 bei seinem Onkel und wurde währenddessen in die Gesellschaft von Kalkutta – speziell in die Zirkel der bhadralok, der neuen bengalischen Verwaltungselite der Briten – eingeführt. 1856 schreibt sich Bhaktivinoda in der Hindu School, einer der besten Schulen Kalkuttas, ein. Seine Klassenkameraden sind u. a. die Tagore Brüder und Keshub Chandra Sen. Er studiert den Brahmo Samaj, lehnt ihn aber schlussendlich ab. Zur gleichen Zeit lernt er Reverend Charles Dall kennen, mit dem er sich fast täglich trifft, um die Bibel zu studieren.
1866 tritt Bhaktivinoda in den Staatsdienst ein. Während seiner Zeit im Staatsdienst ist er zwar konstant britischem Einfluss und Modernisierungsdruck ausgesetzt. Andererseits findet er endlich die Zeit und das Selbstbewusstsein, sich mit der religiösen Praxis seiner eigenen Kultur, nämlich primär dem Hinduismus vishnuitischer Prägung, auseinanderzusetzen. 1868 kommt er erstmals auch in Form von Schrifttum mit der Lehre Chaitanyas in Berührung. Prägend in dieser spirituellen Hinsicht ist für Bhaktivinoda vor allem die Zeit in Puri (1870–1874), wo er nicht nur sein Studium vishnuitischer Texte intensiviert, sondern anfängt, als Lehrer aufzutreten und erste Schüler um sich zu versammeln.
1879 erscheint Bhaktivinodas bedeutendstes Werk Krishna-samhita, ein historischer und philosophischer Essay über den Charakter Krishnas als Antwort auf die Anti-Krishna-Propaganda des Brahmo Samaj und der christlichen Missionare. Viele bhadralok fanden Krishnas Moral und Handeln in der Bhagavatapurana fragwürdig – eine Geisteshaltung, die auf christliche und viktorianische Einflüsse zurückzuführen ist. Bhaktivinoda fordert in seinem Werk eine Neubewertung der Krishnatradition, um die bhakti Bewegung wieder salonfähig zu machen.
1887 widerfährt Bhaktivinoda im Rahmen einer Dienst-Reise in den bengalischen Pilgerort Tarakeshwar eine Vision durch Chaitanya, der ihm befiehlt, seine Aufmerksamkeit nach Nabadwip zu lenken. In einer folgenden Offenbarung zeigte Chaitanya Bhaktivinoda dann 1888 seine Geburtsstätte, nachdem Bhaktivinoda seit 1887 wöchentlich von seinem Dienstsitz in Krishnanagar (Indien) Pilgerreisen nach Nabadwip unternommen hatte. Bhaktivinoda sieht sich daraufhin als ausgewählter Reformer des Gaudiya Vaishnava bestätigt. Er kauft Land neben der Geburtsstätte, quittiert den Dienst und fängt an, zusammen mit seinen Schülern die Geburtsstätte zu einem heiligen Ort auszubauen.

## Konflikt von Hinduismus und Christentum
Um Bhaktivinoda Thakura  zu verstehen, muss man berücksichtigen, dass sein Wirken die Reaktion auf einen „Zusammenprall der Kulturen“ im 19. Jahrhundert ist. Die Briten regieren Indien, die Einheimischen werden gedemütigt und auch wegen ihrer andersartigen Religion von den protestantischen Kolonialherren als „Heiden“ angesehen. Beide Seiten begegnen einander mit Feindseligkeit und Intoleranz. Die Europäer halten die indische Religion für „Aberglauben“, und für die Inder selbst ist die komplexe, weit verbreitete Vishnu-Frömmigkeit zu leerem Gepräge verkommen. Wer etwas auf sich hält, studiert europäische Philosophie und beschäftigt sich nicht mit „alten Fabeln“, insbesondere nicht mit dem weit verbreiteten Andachtsbuch Bhagavatam.
Auch Bhaktivinoda Thakura beschäftigt sich zunächst intensiv mit dem Christentum und den Tiefen abendländischer Philosophie, für das Bhagavatam hat er nur Verachtung übrig. Aber dann fällt ihm Lektüre über den vergöttlichten Mystiker Chaitanya in die Hände, und über diese Lektüre findet er neuen Zugang zu seiner eigenen Religion und Philosophie.
Bhaktivinoda Thakura steht in der spirituellen Tradition des Chaitanya und seiner Schüler, insbesondere der „sechs Gosvamis“, deren Lehren er vertieft und erneuert. Wegen seiner spirituellen Verdienste wird er auch manchmal der „siebente Gosvami“ genannt.

## Wiederaufgreifen der Lehren Chaitanyas
Nach Chaitanya sind alle Beziehungen und Gefühle nur verzerrte Widerspiegelungen spiritueller Gefühle in einer von spirituellen Lebewesen belebten und bevölkerten spirituellen Welt.
- Da das gefallene Lebewesen das natürliche Streben nach Beziehungen und Gefühlen hat, möchte es in die spirituelle Welt (das Reich Krishnas) zurückkehren, wo es mit Krishna diese Beziehung in einer von fünf vorgegebenen Beziehungen (wohlwollend-neutral, unterwürfig, freundschaftlich, elterlich-fürsorglich und in spiritueller Leidenschaft) ausleben kann.

- Die Menschen, die zu oft wiedergeboren wurden, haben durch ihre übergroße Identifikation mit der Welt ihre spirituelle Bindung zu Krishna „vergessen“, so dass durch Missionare und insbesondere durch das Singen des Hare Krishna-Mantras ihr „Krishna-Bewusstsein“ wiedererweckt werden muss.

Bhaktivinoda Thakura greift diese Lehren wieder auf; sein großes Verdienst ist es, sie einem englischsprachigen Publikum (missionarisch) nähergebracht zu haben. Seine Auffassung ist unbestreitbar vom Christentum mitbeeinflusst worden. So nennt er Krishna den „himmlischen Vater“ und misst Chaitanya die Rolle eines „Messias“ zu. Möglicherweise liegt hierin ein Grund, warum christlich vorgeprägte Menschen zur von ihm und seinen Schülern vertretenen Krishna-Religiosität (die sich von der religiösen Auffassung der meisten Hindus, dem Advaita Vedanta, in wichtigen Punkten unterscheidet) einen relativ leichten Zugang finden können.

## Die Bhagavata als Schriftgrundlage für Bhaktivinoda
Schriftgrundlage für Bhaktivinodas Verständnis des Vishnuismus ist die Bhagavata (Purana). Bezeichnend ist, dass Bhaktivinoda in seiner auf Englisch gehaltenen und überlieferten Rede „The Bhagavata, Ethics. Ist Philosophy, Ist Ethics, and Ist Theology“ ausführt, dass die Bhagavata aus den besten Teilen der Veden und des Vedantas bestehe. Wer diese Schrift gelesen habe, wolle nie mehr etwas anderes lesen. Indem Bhaktivinoda die Bhagavata als Essenz der Veden versteht, beabsichtigt er, der benannten Schrift einen den als geoffenbart geltenden Veden nahen Status zuzusprechen und die Bhagavata zu legitimieren. Generell möchte Bhaktivinoda die Bhagavata gegenüber indischer wie ausländischer Kritik aufwerten. Die Bhagavata Purana kann im heutigen Indien als die wohl bekannteste Schrift gelten.
Interessant ist in diesem Kontext die Abgrenzung von Rammohan Roy. Wenngleich dieser von Bhaktivinoda als bedeutender Reformer gewürdigt wird, kritisiert der Redner, dass Roy sich von westlichen Ideen habe beeinflussen lassen, anstatt mit dem ihm in Indien hinterlassenen Werk, der Bhagavata, zu beschäftigen. Diese Aussage muss äußerst kritisch hinterfragt werden, zumal sich für Roy annehmen lässt, dass er sich gerade nicht von westlichen Ideen leiten ließ, allerdings mit anderen (Sanskrit-)Schriften als der Bhagavata arbeitete.
Aus Bhaktivinodas Rede lassen sich darüber hinaus theologische Positionierungen, beispielsweise zu seinem Gottesbild, anknüpfend an sein Verständnis der Bhagavata lesen. Er führt aus: „In der Bhagavata gibt es also eine persönliche, allintelligente, aktive, absolut freie, heilige gute, allmächtige, allgegenwärtige, gerechte und barmherzige und höchst spirituelle Gottheit ohne eine zweite, die alles, was im Universum ist, schafft und bewahrt“. (“The Bhagavata has, therefore, a personal, all-intelligent, active, absolutely free, holy good, all-powerful, omnipresent, just and merciful and supremely spiritual deity without a second, creating, preserving all that is in the universe.”)

## Literarische Beiträge
Bhaktivinoda war ein produktiver Autor und Dichter, der in Bengalisch und Englisch schrieb, um seine Lehren einem breiten Publikum zugänglich zu machen. Sein Werk „Harinama Cintamani“ ist besonders bekannt für seine Diskussion über die Bedeutung des Chantens der heiligen Namen. Im Kapitel 8 des Textes wird das Vergehen des Arthavada, der imaginären Interpretation des heiligen Namens, ausführlich besprochen. Der Thakura betont, dass die Herrlichkeiten des heiligen Namens keine Übertreibungen, sondern ewige Wahrheiten sind und unterstreicht die Überlegenheit des Nama Sankirtana gegenüber anderen spirituellen Wegen und Praktiken. Der Text gibt auch Anleitung zur Behandlung von Vergehen im Zusammenhang mit dem heiligen Namen und hebt die unvergleichliche Potenz und Herrlichkeit des heiligen Namens in spiritueller Praxis und Erkenntnis hervor.

## Philosophische Auswirkungen

### Yukta-Vairagya und Achintya-Bheda-Abheda
Bhaktivinoda Thakura verankerte das Prinzip des „Yukta-Vairagya“, welches die Verwendung materieller Dinge im Dienst Gottes befürwortet, und betonte das Konzept des „Achintya-Bheda-Abheda“, das die gleichzeitige Einheit und Verschiedenheit zwischen Krishna und seinen Schöpfungen beschreibt.

### Vorbild in der Praxis und Theologie für ISKCON
Trotz weltlicher Verpflichtungen praktizierte er intensiv spirituelle Disziplinen und wurde so zum Vorbild für ISKCON-Mitglieder. Als „Saragrahi Vaisnava“ (Essenzsucher) bot er ein Beispiel, wie man über konventionelle Positionen hinausgehen und moderne Theologie und vergleichende Wissenschaft integrieren kann.

### Globale Verbreitung von Krishna-Bewusstsein
Mit der Überzeugung, dass Krishna-Bewusstsein weltweit verbreitet werden würde, sandte er als erster seine Schriften in den Westen und legte den Grundstein für ISKCONs missionarische Aktivität, insbesondere den Buchvertrieb, und beeinflusste somit maßgeblich die Verbreitung des Krishna-Bewusstseins.

## Spiritualität im Häuslichen Leben
Bhaktivinoda Thakura betonte die Möglichkeit, das häusliche Leben (Grihastha) in eine spirituelle Praxis zu verwandeln, indem er erklärte, dass Ehemann und Ehefrau selbst in dieser materiellen Welt in Vaikuṇṭha leben können, indem sie die Gottheit des Herrn in ihrem Zuhause installieren und nach den Anweisungen der Śāstras dienen. Dieser Ansatz, materielle Dinge und Beziehungen im Dienst des Herrn zu nutzen, ist als „Yukta-Vairagya“ bekannt. 
In seinen Schriften und Lehren betonte er, dass, wenn ein Haushälter den Höchsten Herrn in seinem Heim verherrlicht, seine Aktivitäten sofort in die Aktivitäten von Goloka Vṛndāvana, spirituelle Aktivitäten, die auf dem Planeten Goloka Vṛndāvana von Kṛṣṇa stattfinden, umgewandelt werden. Bhaktivinoda Thakura lehrte, dass das häusliche Leben nicht im Widerspruch zur spirituellen Praxis stehen muss und dass man durch aufrichtiges Engagement und Hingabe ein hohes Maß an spiritueller Realisation erreichen kann, während man gleichzeitig weltlichen Pflichten nachkommt.
Bhaktivinoda Thakura betonte auch die Bedeutung des Dienstes an Vaiṣṇavas (Anhänger Vishnus) für Haushälter und erklärte, dass das Dienen von Vaiṣṇavas für Haushälter von größter Bedeutung ist. Er lehrte, dass man, unabhängig von seiner sozialen Position oder seinem Beruf, durch das Chanten des Hare Kṛṣṇa Mantras und das Befolgen der Anweisungen des spirituellen Meisters, ein reiner, unvermischter Vaiṣṇava werden kann.
In diesem Sinne kann das häusliche Leben, wenn es im Einklang mit den Prinzipien der Hingabe und des Dienstes an Kṛṣṇa geführt wird, zu einem Pfad der spirituellen Entwicklung und Befreiung werden, indem es das Zuhause in einen Ort verwandelt, der so gut ist wie Vaikuṇṭha, selbst während man sich in dieser materiellen Welt befindet.